# Ґевюрцтрамінер

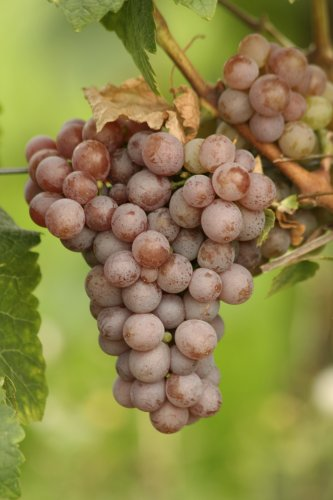
Гроно винограду сорту ґевюрцтрамінер

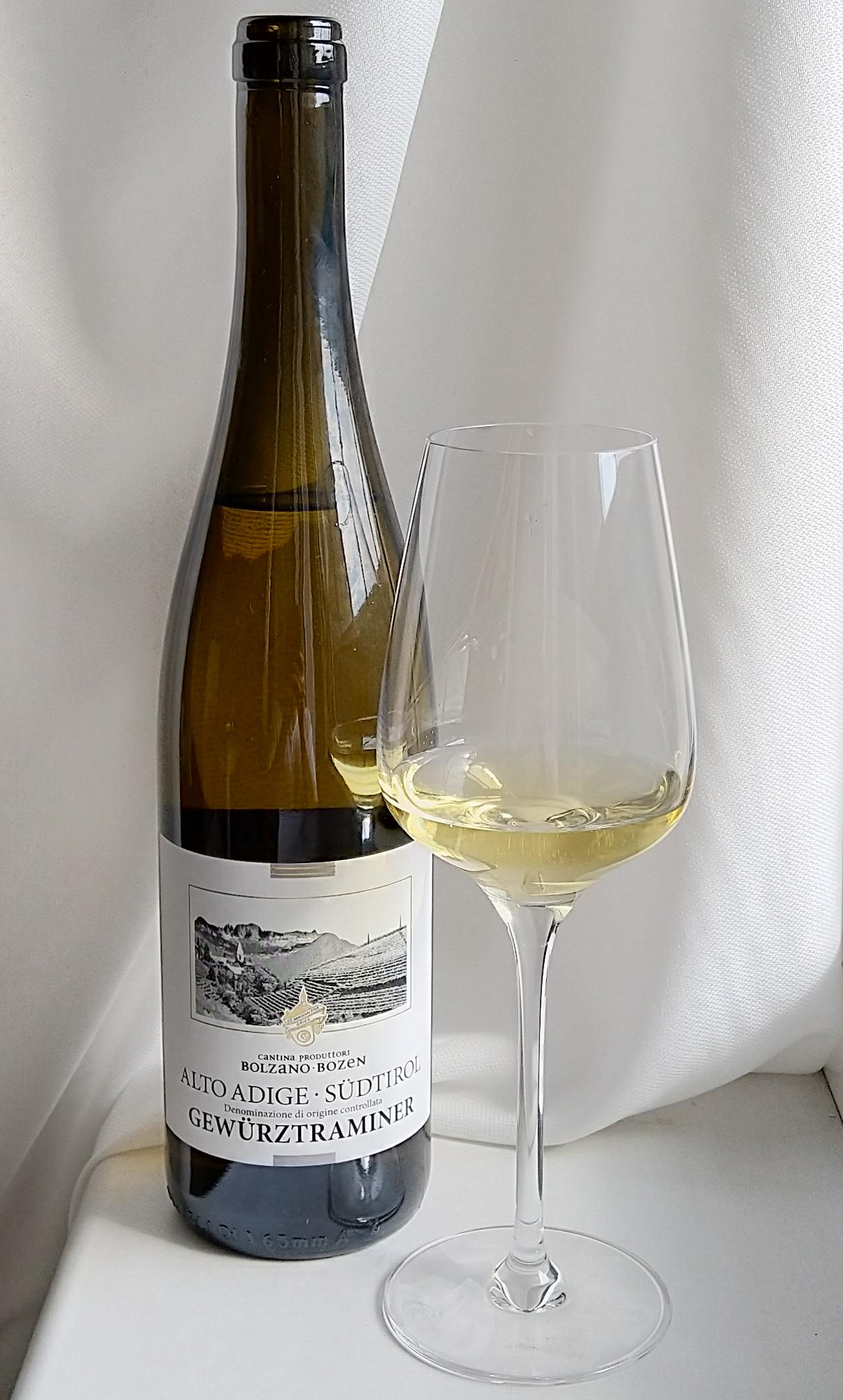
Італійське вино з батьківщини ґевюрцтрамінеру

Ґевюрцтрамі́нер (нім. Gewürztraminer — пряний трамінський) — винний сорт винограду, використовуваний для виробництва білих вин з багатим ароматом (Ельзас, Франція та Німеччина).
В Ельзасі цей сорт займає 18 % площ виноградників.
За морфологічними ознаками належить до групи західноєвропейських сортів винограду.
Сорт Трамінер походить з містечка Трамін в гірській області Трентіно-Альто-Адідже, (Італія), де він культивувався з X—XI до XVI століття. Просуваючись на північний захід до Ельзасу, він набув подовженої назви Ґевюрцтрамінер з 1870 року (німецьке слово Gewürz означає «прянощі»).
Також вирощується в Україні.
18 вересня відзначають Міжнародний день Трамінера[джерело?].

## Історія
Історія родини Трамінерів складна, і не в останню чергу через досить нестабільний геном. Історія починається зі старовинного сорту Трамінер — зеленошкірого винограду, який отримав свою назву від села Трамін, розташованого в Південному Тіролі, переважно німецькомовній провінції на півночі Італії. Відомий ампелограф П'єр Гале вважав, що Трамінер ідентичний зеленошкірому сорту Саваньєн блан (не Совіньйон блан), з якого виготовляють молоде вино в Юрі. Зовсім недавно було висловлено припущення, що Саваньєн Блан набув незначних відмінностей у формі листя та вмісті гераніолу, коли потрапив на інший кінець Альп.
Франкіш в Австрії, Грінгет у Савої, Хейда у Швейцарії, Форментин в Угорщині та Грумін з Богемії — всі вони дуже схожі на Саваньєн Блан і, ймовірно, є клонами родини Трамінер, якщо не самим Трамінером. Віоньє з долини Рони може бути більш віддаленим родичем Саваньєн блан.
У якийсь момент або Трамінер, або Саваньєн Блан мутували у форму з рожевими ягодами, що отримала назву Червоний Трамінер або Саваньєн троянда. Гале вважав, що мутація мускусу («мускату») в сорті Червоний Трамінер/Савагнін троянда призвела до появи екстраароматного Ґевюрцтрамінера, хоча в Німеччині ці назви вважаються синонімами.
Зважаючи на те, що ці заплутані генетичні процеси відбувалися в регіоні, який протягом тисячоліття був лінією фронту в Європі, не дивно, що виноградні лози були неправильно названі. Враховуючи, що вино, виготовлене з «Ґевюрцтрамінера» в Німеччині, може бути набагато менш ароматним, ніж вино з Ельзасу, деякі німецькі лози цілком можуть бути помилково названі «Саваньєн Роза». Баденський виноградник Дурбах претендує на власний сорт червоного трамінера під назвою Дурбахер Клевнер (не плутати з «Клевнер», австрійським синонімом Піно блан). Історія свідчить, що в 1780 році Карл Фрідріх, великий герцог Баденський, привіз виноградну лозу з італійської К'явенни, на півдорозі між Траміном і Юрою, яка була відома німцям як Клевнер.
Клевень де Хайлігенштайн або Хайлігенштайнер Клевень, знайдений в околицях Хайлігенштайна в Ельзасі, може являти собою форпост лози Дурбаха. Його часто описують як менш ароматну форму Ґевюрцтрамінера.
Трамінер згадується в Траміні приблизно з 1000 року до XVI століття. Він поширився вниз по Рейну до Ельзасу через Пфальц, де до його назви додали слово Gewürz (прянощі) — ймовірно, саме тоді відбулася одна з мутацій. Довша назва була вперше використана в Ельзасі (тоді під владою Німеччини) в 1870-х роках (. Неясно, що означає ця зміна назви, оскільки здається занадто великим збігом, що мутація мускусу сталася відразу після приходу великої епідемії філоксери. Більш імовірно, що існуючий мутант був відібраний для щеплення на стійкі до філоксери підщепи при пересадці виноградників. У 1973 році в Ельзасі, за винятком району Хайлігенштайн, назву Трамінер перестали використовувати.